# マテオ (小惑星)
マテオ (2680 Mateo) は小惑星帯にある小惑星。アルゼンチンのフェリックス・アギラール天文台で発見された。
アルゼンチンの天文学者ホセ・マテオに因んで名付けられた。